# Liste des navires de l'United States Navy : G-H
Cet article contient la liste de tous les bateaux de la Marine des États-Unis dont le nom commence par les lettres G à H.

## G
- USS G-1 (SS-19½)
- USS G-2 (SS-27)
- USS G-3 (SS-31)
- USS G-4 (SS-26)
- USS G. H. McNeal (SP-312)
- USS G. L. Brockenborough (1862)
- USS G. W. Blunt (1861)

### Ga
- USS Gabilan (SS-252)
- USS Gabrielle Giffords (LCS-10)
- USS Gadsden (AK-182)
- USS Gadwall (AM-362/MSF-362)
- USS Gage (APA-168)
- USS Gainard (DD-706)
- USS Gaivota (SP-436)
- USS Galatea (1862, SP-714)
- USS Galaxy (IX-54)
- USS Galena (1862, 1880, PC-1136)
- USS Galilea (AKN-6)
- USS Gallant (PYc-29, AM-489/MSO-489)
- USS Gallatin (1807, APA-169/LPA-169)
- USS Gallery (FFG-26)
- USS Gallinipper (1823)
- USS Gallipolis (PC-778)
- USS Gallup (PG-155/PF-47, PGM-85/PG-85)
- USS Galveston (C-17/PG-31/CL-19, CL-93/CLG-3)
- USS Gamage (1864, IX-227)
- USS Gambier Bay (AVG-73/ACV-73/CVE-73)
- USS Gamble (DD-123/DM-15)
- USS Gamma (1863)
- USS Ganadoga (YT-390/YTB-390/YTM-390)
- USS Gandy (DE-764)
- USS Ganges (1794)
- USS Gannet (AM-41/AVP-8, AMS-290/MSC-290)
- USS Gansevoort (DD-608)
- USS Gantner (DE-60/APD-42)
- USS Ganymede (AK-104)
- USS Gar (SS-206)
- USS Garcia (DE-1040/FF-1040)
- USS Gardenia (1879)
- USS Gardiner (DE-274)
- USS Gardiners Bay (AVP-39)
- USS Gardoqui (1898)
- USS Garfield County (LST-784)
- USS Garfield Thomas (DE-193)
- USS Garfish (SS-30)
- USS Gargoyle (1903)
- USS Garland (1815, AM-238/MSF-238)
- USS Garlies (DE-271)
- USS Garlopa (SS-358)
- USS Garnet (PYc-15)
- USS Garonne (1861)
- USS Garrard (APA-84)
- USS Garrett County (LST-786/AGP-786)
- USS Garrupa (SS-359)
- USS Gary (DE-326, CL-147, FFG-51)
- USS Gasconade (APA-85)
- USS Gatch (DE-1026)
- USS Gates (1776)
- USS Gatling (DD-671)
- USS Gato (SS-212, SSN-615)
- USS Gauger (YO-55)
- USS Gavia (AM-363)
- USS Gayety (AM-239/MSF-239)
- USS Gaynier (DE-751)
- USS Gazelle (1863, BAM-17, IX-116)

### Gea–Gen
- USS Gear (ARS-34)
- USS Gearing (DD-710)
- USNS Geiger (T-AP-197)
- USS Gem (SP-41)
- USS Gem of the Sea (1861)
- SS Gem State (T-ACS-2)
- USS Gemini (AP-75, PHM-6)
- USS Gemsbok (1861, IX-117)
- USS Gendreau (DE-639)
- USS General A. E. Anderson (AP-111/T-AP-111)
- USS General A. W. Brewster (AP-155/T-AP-155)
- USS General A. W. Greely (AP-141/T-AP-141)
- USS General Alava (AG-5)
- USNS General Alexander M. Patch (T-AP-122)
- USS General Arnold (1776)
- USS General Bragg (1851)
- USS General Burnside (1862)
- USS General C. C. Ballou (AP-157/T-AP-157)
- USS General C. G. Morton (AP-138/T-AP-138)
- USS General C. H. Barth (AP-119)
- USS General C. H. Muir (AP-142/T-AP-142)
- USS General D. E. Aultman (AP-156/T-AP-156)
- USNS General Daniel I. Sultan (T-AP-120)
- USS General E. T. Collins (AP-147/T-AP-147)
- USNS General Edwin D. Patrick (T-AP-124)
- USS General G. O. Squier (AP-130)
- USS General G. W. Goethals (ID-1443)
- USS General Gates (1764)
- USS General George M. Randall (AP-115/T-AP-115)
- USS General Grant (1863)
- USS General Greene (1797, 1799)
- USS General H. B. Freeman (AP-143/T-AP-143)
- USS General H. F. Hodges (AP-144/T-AP-144)
- USS General H. H. Arnold (T-AGM-9)
- USS General H. L. Scott (AP-136)
- USS General H. W. Butner (AP-113/T-AP-113)
- USS General Harry Taylor (AP-145/T-AP-145)
- USS General Hoyt S. Vandenberg (T-AGM-10)
- USNS General Hugh J. Gaffey (T-AP-121/IX-507)
- USS General J. C. Breckinridge (AP-176/T-AP-176)
- USS General J. H. McRae (AP-149/T-AP-149)
- USS General J. R. Brooke (AP-132)
- USS General John Pope (AP-110/T-AP-110)
- USS General Knox (SP-1237)
- USS General LeRoy Eltinge (AP-154/T-AP-154)
- USS General Lyon (1860)
- USS General M. B. Stewart (AP-140/T-AP-140)
- USS General M. C. Meigs (AP-116/T-AP-116)
- USS General M. L. Hersey (AP-148/T-AP-148)
- USS General M. M. Patrick (AP-150/T-AP-150)
- USNS General Maurice Rose (T-AP-126)
- USS General Mifflin (1776)
- USNS General Nelson M. Walker (T-AP-125)
- USS General O. H. Ernst (AP-133)
- USS General Omar Bundy (AP-152)
- USS General Pike (1813)
- USS General Pillow (1862)
- USS General Price (1856)
- USS General Putnam (1857, SP-2284)
- USS General R. E. Callan (AP-139/T-AP-139)
- USS General R. L. Howze (AP-134/T-AP-134)
- USS General R. M. Blatchford (AP-118, AP-153/T-AP-153)
- USS General S. D. Sturgis (AP-137/T-AP-137)
- USS General Schuyler (1776)
- USS General Sherman (1864)
- USNS General Simon B. Buckner (T-AP-123)
- USS General Stuart Heintzelman (AP-159/T-AP-159)
- USS General T. H. Bliss (AP-131)
- USS General Taylor (1840)
- USS General Thomas (1864)
- USS General W. A. Mann (AP-112/T-AP-112)
- USS General W. C. Gorgas (ID-1365)
- USS General W. C. Langfitt (AP-151/T-AP-151)
- USS General W. F. Hase (AP-146/T-AP-146)
- USS General W. G. Haan (AP-158/T-AP-158)
- USS General W. H. Gordon (AP-117/T-AP-117)
- USS General W. M. Black (AP-135/T-AP-135)
- USS General W. P. Richardson (AP-118)
- USS General Washington (1780)
- USS General William Mitchell (AP-114/T-AP-114)
- USNS General William O. Darby (AP-127/T-AP-127)
- USS General William Weigel (AP-119/T-AP-119)
- USS Genesee (1862, AT-55, AOG-8)
- USS Geneva (APA-86)
- USS Genevieve (SP-459)
- USS Gentry (DE-349)

### Geo–Get
- USS Geoanna (IX-61)
- USS George (DE-276, DE-697)
- USS George A. Johnson (DE-583)
- USS George Bancroft (SSBN-643)
- USS George Burton (1919)
- USS George C. Henry (ID-1560)
- USS George C. Marshall (SSBN-654)
- USS George Chaffey (YAG-48)
- USS George Chamberlain (YAG-47)
- USS George Clarke (1919)
- USS George Clymer (AP-57/APA-27)
- USS George Cochrane (1919)
- USS George E. Badger (DD-196/AVP-16/AVD-3/APD-33)
- USS George E. Davis (DE-357)
- USS George Eastman (YAG-39)
- USS George F. Elliott (AP-13, AP-105)
- USS George F. Pierce (SP-648)
- USS George G. Henry (ID-1560)
- USS George H. Bradley (SP-327)
- USS George H.W. Bush (CVN-77)
- USS George K. MacKenzie (DD-836)
- USS George M. Bibb (1845, WPG-31)
- USS George M. Campbell (DE-773)
- USS George Mangham (1854)
- USS George P. Squires (SP-303)
- USS George P. Upshur (1861)
- USS George Philip (FFG-12)
- USNS George W. Goethals (T-AP-182)
- USS George W. Ingram (DE-62/APD-43)
- USS George W. Rodgers (1861)
- USS George Washington (1798, ID-3018, SSBN-598/SSN-598, CVN-73)
- USS George Washington Carver (SSBN-656/SSN-656)
- USS George Washington Parke Custis (1861)
- USS Georgetown (AG-165/AGTR-2)
- USS Georgia (BB-15, SSBN-729/SSGN-729)
- USS Georgia Packet (1776)
- USS Georgiana (1813)
- USS Georgiana III (SP-83)
- USS Gerald R. Ford (CVN-78)
- USS Geraldine (SP-1011)
- USS Geranium (1863)
- USS Germ (1841)
- USS Germantown (1846, LSD-42)
- USS Geronimo (YTM-119, ATA-207)
- USS Gertrude (1863)
- USS Get There (SP-579)
- USS Gettysburg (1858, PCE-904, CG-64)

### Gh–Gn
- USS Ghent (1815)
- USS Gherardi (DD-637/DMS-30)
- USS Giansar (AK-111)
- USS Gibson County (LST-794)
- USS Gila River (LSM(R)-504)
- USS Gilbert Islands (CVE-107/AKV-39)
- USS Gillespie (DD-609)
- USS Gillette (DE-270, DE-681)
- USS Gilliam (APA-57)
- USS Gilligan (DE-508)
- USNS Gilliland (T-AKR-298)
- USS Gillis (DD-260/AVD-12)
- USS Gilmer (DD-233/APD-11, PC-565)
- USS Gilmore (DE-18)
- USS Ginkgo (YN-65)
- USS Gipsey (1862)
- USS Giraffe (IX-118)
- USS Girasol (PY-27)
- USS Glacier (AF-4, AVG-33/ACV-33/CVE-33, AK-183, AGB-4/WAGB-4)
- USS Gladiator (1876, AM-319/MSF-319, MCM-11)
- USS Gladiola (SP-184)
- USS Gladiolus (1864)
- USS Gladwin (APA-106)
- USS Gladwyne (PF-62)
- USS Glance (1863)
- USS Glasgow (1863)
- USS Glaucus (1863)
- USS Gleaves (DD-423)
- USS Glen White (SP-2068)
- USS Glenard P. Lipscomb (SSN-685)
- USS Glendale (PF-36)
- USS Glendoveer (SP-292)
- USS Glennon (DD-620, DD-840)
- USS Glenolden (PC-782)
- USS Glenville (SP-2512)
- USS Glenwood (PC-1140)
- USS Glide (1862, 1863)
- USNS Glomar Explorer (T-AG-193)
- USS Gloria Dalton (IX-70)
- USS Gloucester (1891, PG-130/PF-22)
- USS Glover (AGER-158, AGER-163/AGDE-1/DE-1098/FF-1098/AGFF-1/T-AGFF-1)
- USS Glynn (APA-239/LPA-239)
- USS Gnat (1822)

### Go
- USS Goff (DD-247)
- USS Gold Shell (ID-3021)
- USS Gold Star (AG-12/AK-12)
- USS Goldcrest (AM-78, AM-80, AMCU-24/MHC-24)
- USS Golden City (AP-169)
- USS Golden Eagle (T-AF-52)
- USCGC Golden Gate (WYT-94)
- USS Goldfinch (AM-77, AM-395, AMS-12/MSC(O)-12)
- USS Goldring (SS-360)
- USS Goldsborough (TB-20, DD-188/AVP-18/AVD-5/APD-32, DDG-20)
- USS Golet (SS-361)
- USS Goliah (SP-1494)
- USS Goliath (1869)
- USS Gonzalez (DDG-66)
- USS Goodhue (APA-107)
- USS Goodrich (DD-831/DDR-831)
- USS Goodwill (1917)
- USS Gopher (1871)
- SS Gopher State (T-ACS-4)
- USS Gordius (ARL-36)
- USNS Gordon (T-AKR-296)
- USS Gordonia (AF-43)
- USS Gorgon (1869, BAM-18)
- USS Gorgona (SP-2164)
- USS Gorontalo (SP-2682)
- USS Goshawk (AM-2, AM-42, AMc-4/AM-79/IX-195)
- USS Goshen (APA-108)
- USS Gosper (APA-170)
- USS Goss (DE-444)
- USS Gosselin (DE-710/APD-126)
- USS Gould Island (YFB-31)
- USS Governor (AMc-82)
- USS Governor Buckingham (1863)
- USS Governor Davie (1798)
- USS Governor Jay (1797)
- USS Governor R. M. McLane (SP-1328)
- USS Governor Russell (1898)
- USS Governor Tompkins (1812)
- USS Governor Williams (1798)

### Gr
- USS Gracie S. (SP-919)
- USS Grackle (AM-73, AMS-13/MSC(O)-13, AM-396)
- USS Grady (DE-445)
- USS Graf Waldersee (ID-4040)
- USS Graffias (AF-29)
- USS Grafton (APA-109, PCS-1431/EPCS-1431)
- USS Graham (DD-192)
- USS Graham County (LST-1176/AGP-1176)
- USS Grainger (AK-184)
- USS Grampus (1821, 1863, SS-4, SP-1708, SS-207, SS-523)
- USS Grand Canyon (AD-28/AR-28)
- SS Grand Canyon State (T-ACS-3)
- USS Grand Forks (PG-119/PF-11)
- USS Grand Gulf (1863)
- USS Grand Island (PG-122/PF-14)
- USS Grand Rapids (PG-139/PF-31, PGM-98/PG-98)
- USS Grand River (LSM(R)-505)
- USS Granite (1862)
- USS Granite City (1863)
- USS Granite State (1864)
- USS Grant (1871)
- USS Grant County (LST-1174)
- USS Granville (APA-171)
- USS Granville S. Hall (YAG-40)
- USS Grapeshot (1877)
- USS Grapple (ARS-7, ARS-53/T-ARS-53)
- USS Grasp (ARS-24, ARS-51/T-ARS-51)
- USS Gratia (AKS-11)
- USS Gratitude (SP-3054)
- USS Gravely (DDG-107)
- USS Gray (DE-1054/FF-1054)
- USS Grayback (SS-208, SSG-574/APSS-574)
- USS Graylag (AM-364/MSF-364)
- USS Grayling (SS-18, SP-1259, SP-289, SS-209, SS-492, SSN-646)
- USS Grayson (DD-435)
- SS Green Harbour (AK-2064)
- USS Great Lakes (AD-30)
- USS Great Northern (ID-4569/AG-9)
- USS Great Sitkin (AE-17)
- USS Great Western (1857)
- USS Grebe (AM-43/AT-134)
- USS Grecian (BAM-19)
- USS Green Bay (PGM-101/PG-101, LPD-20)
- USS Green Dragon (SP-742)
- USS Green Island (YFB-32)
- SS Green Mountain State (T-ACS-9)
- SS Green Ridge (AK-9655)
- USS Green River (LSM(R)-506)
- SS Green Valley (AK-2049)
- SS Green Wave (AK-2050)
- USS Greenbrier River (LSM(R)-507)
- USS Greencastle (PC-1119)
- USS Greene (DD-266/AVD-13/APD-36)
- USS Greeneville (SSN-772)
- USS Greenfish (SS-351)
- USS Greenlet (ASR-10)
- USS Greenling (SS-213, SSN-614)
- USS Greensboro (PF-101)
- USNS Greenville Victory (T-AK-237)
- USS Greenwich (1813)
- USS Greenwich Bay (AVP-41)
- USS Greenwood (DE-679)
- USS Greer (DD-145)
- USS Greer County (LST-799)
- USS Gregory (DD-82/APD-3, DD-802)
- USS Greiner (DE-37)
- USS Grenadier (SS-210, SS-525)
- USCGC Gresham (1896, WAVP-387/WHEC-387/WAGW-387)
- USS Gretchen (SP-423, SP-1181)
- USS Grey Fox (SP-52)
- USS Greyhound (1822, SP-437, IX-106)
- USS Gridley (DD-92, DD-380, DLG-21/CG-21, DDG-101)
- USS Griffin (AS-13)
- USS Griggs (APA-110)
- USS Grimes (APA-172)
- USS Grindall (DE-273)
- USS Grinnell (PC-1230/PCC-1230)
- USS Griswold (SP-3138, DE-7)
- USNS Grommet Reefer (T-AF-53)
- USS Grosbeak (1865, SP-566, AMc-19, AM-397, AMS-14/MSC(O)-14)
- USS Grosse Pointe (PC-1546)
- USS Grosser Kurfurst (ID-3005)
- USS Groton (PF-29, PCE-900, SSN-694)
- USS Grouper (SS-214/SSK-214/AGSS-214)
- USS Grouse (AMc-12, AMS-15/MSC(O)-15, AM-398)
- USS Groves (DE-543)
- USS Growler (1812 schooner, 1812 sloop, SS-215, SSG-577)
- USS Grumium (AK-112/IX-174/AVS-3)
- USS Grundy (APA-111)
- USS Grunion (SS-216)

### Gu–Gy
- USS Guadalcanal (ACV-60/CVE-60, LPH-7)
- USS Guadalupe (AO-32, T-AO-200)
- USS Gualala (AOG-28)
- USS Guam (PG-43/PR-3, CB-2, LPH-9)
- USS Guantanamo (SP-1637)
- USS Guard (1857, 1913, YP-2384)
- USS Guardfish (SS-217, SSN-612)
- USS Guardian (YAGR-1/AGR-1, PT-809, MCM-5)
- USS Guardoqui (IX-218)
- USS Guavina (SS-362/SSO-362/AGSS-362/AOSS-362)
- USS Gudgeon (SS-211, SS-567/AGSS-567/SSAG-567)
- USS Guerriere (1814, 1865)
- USS Guest (DD-472)
- USS Guide (AMc-83, AM-447/MSO-447)
- USS Guilford (APA-112)
- USS Guinevere (SP-512, IX-67)
- USS Guitarro (SS-363, SSN-665)
- USS Gulfport (SP-2989/AK-5, PF-20)
- SS Gulf Banker (AK-5044)
- SS Gulf Farmer (AK-5045)
- SS Gulf Merchant (AK-5046)
- SS Gulf Shipper (AK-2035)
- SS Gulf Trader (AK-2036)
- USS Gull (AM-74, AMS-16/AMCU-46/MHC-46, AM-399)
- USS Gum Tree (YN-13/AN-18)
- USS Gunason (DE-795)
- USS Gunnel (SS-253)
- USS Gunnison River (LSM(R)-508)
- USS Gunston Hall (APM-5/LSD-5, LSD-44)
- USS Gurke (DD-783)
- USS Gurkha (SP-600)
- USS Gurnard (SS-254, SSN-662)
- USNS Gus W. Darnell (T-AOT-1121)
- USS Gustafson (DE-182)
- USS Guyandot (AOG-16)
- USS Guymon (PCC-1177)
- USS Gwin (TB-16, DD-71, DD-433, DD-772/DM-33/MMD-33)
- USS Gwinnett (AK-185/AG-92/AVS-5)
- USS Gyatt (DD-712/DDG-1/DDG-712, DE-550)
- USS Gypsum Queen (SP-430)
- USS Gypsy (SP-55, ARS(D)-1)
- USNS Gyre (T-AGOR-21)
- USNS GYSGT Fred W. Stockham (T-AK-3017)

## H
- USS H-1 (SS-28)
- USS H-2 (SS-29)
- USS H-3 (SS-30)
- USS H-4 (SS-147)
- USS H-5 (SS-148)
- USS H-6 (SS-149)
- USS H-7 (SS-150)
- USS H-8 (SS-151)
- USS H-9 (SS-152)
- USS H. A. Baxter (SP-2285)
- USNS H. H. Hess (T-AGS-38)

### Haa–Han
- USS Haas (DE-424)
- USS Habersham (AK-186)
- USS Hackberry (YN-20/AN-25)
- USS Hackensack (YTM-750)
- USS Hackleback (SS-295/AGSS-295)
- USS Haddo (SS-255, SSN-604)
- USS Haddock (SS-32, SS-231, SSN-621)
- USS Haggard (DD-555)
- USS Hague (1778)
- USS Haiglar (YTB-327)
- USS Hailey (DD-556)
- USS Haines (DE-792/APD-84)
- USNS Haiti Victory (T-AK-238)
- USS Hake (SS-256/AGSS-256)
- USS Halawa (AOG-12)
- USS Halcyon (SP-518, SP-1658)
- USS Halcyon II (SP-582)
- USS Hale (DD-133, DD-642/DMS-43)
- USS Haleakala (AE-25)
- USS Half Moon (AVP-26/WAVP-378/WHEC-378)
- USS Halfbeak (SS-352)
- USS Halford (DD-480)
- USS Halibut (SS-232, SSGN-587/SSN-587)
- USS Hall (DD-583)
- USS Halligan (DD-584)
- USS Halloran (DE-305)
- USS Hallowell (PG-180/PF-72)
- USS Halsey (DLG-23/CG-23, DDG-97)
- USS Halsey Powell (DD-686)
- USS Halstead (PG-184/PF-76)
- USS Halyburton (FFG-40)
- USS Hamblen (APA-114)
- USS Hambleton (DD-455/DMS-20)
- USS Hamburg (ID-3013)
- USS Hamilton (1812, DD-141/DMS-18/AG-111)
- USS Hamilton County (LST-802)
- USS Hamlin (AVG-15/ACV-15/CVE-15, AV-15)
- USS Hammann (DD-412, DE-131)
- USS Hammerberg (DE-1015)
- USS Hammerhead (SS-364, SSN-663)
- USS Hammondsport (APV-2/AKV-2)
- USS Hamner (DD-718)
- USS Hamond (PG-181/PF-73)
- USS Hampden (1776)
- USS Hampden County (LST-803)
- USS Hampshire (1777)
- USS Hampshire County (LST-819)
- USS Hampton (SP-3049, PCS-1386, APA-115, SSN-767)
- USS Hamul (AK-30/AD-20)
- USS Hancock (1775, 1776, 1778, AP-3/IX-12, CV-14, CV-19)
- USS Hanford (PC-1142)
- USS Hank (DD-702)
- USS Hanna (DE-449)
- USS Hannah (1775)
- USS Hannam (PG-185/PF-77)
- USS Hannibal (AG-1)
- USS Hanover (APA-116)
- USS Hansford (APA-106)
- USS Hanson (DD-832/DDR-832)

### Har–Haz
- USS Haraden (DD-183, DD-585)
- USS Harcourt (1864, IX-225)
- USS Harder (SS-257, SS-568)
- USS Hardhead (SS-365)
- USS Harding (DD-91, DD-625/DMS-28)
- USS Hargood (PG-182/PF-74, DE-573)
- USS Harjurand (ARS-31)
- USS Harkness (AGS-12/AGSC-12/AMCU-12/MHC-12, T-AGS-32)
- USS Harlan County (LST-1196)
- USS Harlan R. Dickson (DD-708)
- USS Harland (PG-186/PF-78)
- USS Harlequin (AM-365/MSF-365)
- USS Harman (PG-187/PF-79)
- USS Harmon (DE-72, DE-678)
- USS Harnett (APA-240)
- USS Harnett County (LST-821/AGP-821)
- USS Harold C. Thomas (DE-21)
- USS Harold E. Holt (DE-1074/FF-1074)
- USS Harold J. Ellison (DD-864, DE-545)
- USS Harpers Ferry (LSD-49)
- USS Harpy (1865)
- USS Harrier (AM-366)
- USS Harriet Lane (1857)
- USS Harris (AP-8/APA-2)
- USS Harris County (LST-822/T-LST-822)
- USS Harrisburg (ID-1663)
- USS Harrison (1761, DD-573)
- USS Harry Bumm (1864)
- USS Harry E. Hubbard (DD-748)
- USS Harry E. Yarnell (DLG-17/CG-17)
- USS Harry F. Bauer (DD-738/DM-26/MMD-26)
- USS Harry L. Corl (DE-598/APD-108)
- USS Harry L. Glucksman (MSS-1)
- USS Harry Lee (AP-17/APA-10)
- USS Harry S. Truman (CVN-75)
- USS Harry W. Hill (DD-986)
- USS Hart (DD-110/DM-8, DD-594)
- USS Hartford (1858, SSN-768)
- USS Hartley (1875, DE-1029)
- USS Harvard (1888, SP-209)
- USS Harveson (DE-316/DER-316)
- USS Harvest (1861)
- USS Harvest Moon (1863)
- USS Harvest Queen (SP-1215)
- USS Harvey (PG-188/PF-80)
- USS Harwood (DD-861/DDE-861)
- USS Haskell (APA-117)
- USS Hassalo (1863)
- USS Hassan Bashaw (1799)
- USS Hassayampa (AO-145/T-AO-145)
- USS Haste (PG-92)
- USS Hastings (1860)
- USS Hastwiana (YTB-512/YTM-775)
- USS Hatak (YT-219/YTB-219)
- USS Hatfield (DD-231/AG-84)
- USS Hatteras (1861, 1917, AVP-42)
- USS Hauoli (SP-249)
- USS Haven (AH-12/APH-112)
- USS Havenford (T-AG-179)
- USS Haverfield (DE-393/DER-393)
- USS Havre (PCE(C)-877)
- USS Hawaii (CB-3/CBC-1, SSN-776)
- USS Hawaiian (ID-3277)
- USS Hawes (FFG-53)
- USS Hawk (PY-2/IX-14, AM-133, AMS-17/MSC(O)-17, AM-400)
- USS Hawkbill (SS-366, SSN-666)
- USS Hawke (1778)
- USS Hawkins (DD-873/DDR-873)
- USNS Hayes (T-AG-195/T-AGOR-16)
- USS Hayler (DD-997)
- USS Haynsworth (DD-700)
- USS Hayter (DE-212/APD-80)
- USS Hazard (AM-240/MSF-240)
- USS Hazel (SP-1207, YN-24/AN-29)
- USS Hazelwood (DD-107, DD-531)
- USS Hazleton (SP-1770)

### He
- USS Healy (DD-672)
- USS Heath Hen (AMc-6)
- USS Heather (1903, WAGL-331/WLB-331)
- USS Hebe (SP-966)
- USS Hecate (1869)
- USS Hecla (1846, 1869)
- USS Hector (1883, AC-7, AR-7)
- USS Hecuba (AKS-12)
- USS Heed (AM-100/MSF-100)
- USS Heekon (YT-141/YTB-141/YTM-141)
- USS Heermann (DD-532)
- USS Helen (1813)
- USS Helen Baughman (SP-1292)
- USS Helen Euphane (SP-403)
- USS Helena (PG-9, CL-50, CL-113, CA-75, SSN-725)
- USS Helena I (SP-24)
- USS Helenita (SP-210, SP-2230/YP-2230)
- USS Helianthus (SP-585)
- USS Helios (ARB-12)
- USS Heliotrope (1863)
- USS Helm (DD-388)
- USS Helori (YP-181)
- USS Helvetia (SP-3096)
- USS Hemminger (DE-746)
- USS Hempstead (AVP-43, APA-241)
- USS Henderson (AP-1, DD-785)
- USS Hendrick Hudson (1859)
- USS Hendry (APA-118)
- USS Henley (DD-39, DD-391, DD-762)
- USS Henlopen (SP-385)
- USS Hennepin (AK-187/T-AK-187)
- USS Henrico (AP-90/APA-45/LPA-45)
- USS Henry A. Wiley (DD-749/DM-29/MMD-29)
- USS Henry Andrew (1847)
- USS Henry B. Wilson (DD-957/DDG-7)
- USS Henry Brinker (1861)
- USS Henry Clay (SSBN-625)
- USS Henry County (IX-34, LST-824)
- USNS Henry Eckford (T-AO-192)
- USS Henry Gibbins (T-AP-183)
- USS Henry J. Kaiser (T-AO-187)
- USS Henry Janes (1861)
- USS Henry L. Stimson (SSBN-655)
- USS Henry M. Jackson (SSBN-730)
- USS Henry P. Williams (SP-509)
- USS Henry R. Kenyon (DE-683)
- USS Henry R. Mallory (ID-1280)
- USS Henry Seymour (SP-3225)
- USS Henry T. Allen (AP-30/APA-15/AG-90)
- USS Henry W. Tucker (DD-875/DDR-875, DE-377)
- USS Henshaw (DD-278)
- USNS Henson (T-AGS-63)
- USS Hepburn (DE-1055/FF-1055)
- USS Herald (1798, 1861, AM-101/MSF-101)
- USS Herald of the Morning (AP-173)
- USS Herbert (DD-160/APD-22)
- USS Herbert C. Jones (DE-137)
- USS Herbert J. Thomas (DD-833/DDR-833)
- USS Herbert L. Pratt (ID-2339)
- USS Hercules (1869, YT-13, YE-30, AK-41, PHM-2)
- USS Herkimer (AK-188/T-AK-188)
- USS Herman Frasch (ID-1617)
- USS Herman S. Caswell (SP-2311)
- USS Hermes (1914)
- USS Hermitage (AP-54, LSD-34)
- USS Herndon (DD-198, DD-638)
- USS Hero (1861, 1864, 1869)
- USS Heroic (AMc-84)
- USS Heron (AM-10/AVP-2, AMS-18/MSC(O)-18, MHC-52)
- USS Herreshoff No. 306 (SP-1841)
- USS Herreshoff No. 308 (SP-2232)
- USS Herreshoff No. 309 (SP-1218)
- USS Herreshoff No. 313 - never taken over by the Navy
- USS Herreshoff No. 321 (SP-2235)
- USS Herreshoff No. 322 (SP-2373)
- USS Herreshoff No. 323 (SP-2840)
- USS Herring (SS-233)
- USS Herzog (DE-178, DE-277)
- USS Hesperia (AKS-13)
- USS Hetman (SP-1150)
- USS Hetzel (1861)
- USS Hewell (AG-145/AKL-14)
- USS Hewitt (DD-966)
- USS Heyliger (DE-510)
- USS Heywood (AP-12/APA-6)
- USS Heywood L. Edwards (DD-663)

### Hi
- USS Hiamonee (YTB-513/YTM-776)
- USS Hiawatha (SP-183, ID-2892, YT-265)
- USS Hibiscus (1864, 1908)
- USS Hickman (ID-3554)
- USS Hickman County (LST-825)
- USS Hickox (DD-673)
- USS Hidalgo (AK-189)
- USS Hidatsa (AT-102/ATF-102)
- USS Higbee (DD-806/DDR-806)
- USS Higgins (DDG-76)
- USS High Ball (SP-947, 1905)
- USS High Point (PCH-1)
- USS Highland Light (IX-48)
- USS Highlands (APA-119)
- USS Highway (LSD-10)
- USS Hilarity (AM-241/MSF-241)
- USS Hilary P. Jones (DD-427)
- USS Hilbert (DE-742)
- USS Hildegarde (SP-1221)
- USS Hill (DE-141)
- USS Hillsborough County (LST-827)
- USS Hillsdale County (LST-835)
- USS Hilo (PG-58/AGP-2)
- USS Hilton (1911)
- USS Hilton Head (LSD-24)
- USS Hingham (PF-30)
- USS Hinsdale (APA-120)
- USS Hippocampus (SP-654)
- USS Hisada (YTB-518/YTM-518)
- USS Hisko (ID-1953)
- USS Hissem (DE-400/DER-400)
- USS Hist (1895)
- USS Hitchiti (AT-103/ATF-103)
- USS Hiwassee (AOG-29)

### Ho
- USS Hobart Bay (CVE-113)
- USS Hobby (DD-610)
- USS Hobcaw (SP-252)
- USS Hobe Sound (AV-20)
- USS Hobo II (SP-783)
- USS Hobson (DD-464/DMS-26)
- USS Hocking (APA-121)
- USS Hodges (DE-231)
- USS Hoe (SS-258)
- USS Hoel (DD-533, DD-768, DDG-13)
- USS Hoga (YT-146/YTB-146/YTM-146)
- USS Hogan (DD-178/DMS-6/AG-105)
- USS Hoggatt Bay (CVE-75/CVHE-75/AKV-25)
- USS Hoist (ARS-40)
- USS Holder (DE-401, DD-819)
- USS Holland (SS-1, AS-3/ARG-18, AS-32)
- USS Hollandia (CVE-97/CVU-97/AKV-33)
- USS Hollidaysburg (PCS-1385)
- USS Hollis (DE-794/APD-86/LPR-86)
- USS Hollister (DD-788)
- USS Holly (1881, YN-14/AN-19)
- USS Hollyhock (1863)
- USS Holmes (PG-189/PF-81, DE-572)
- USS Holmes County (LST-836)
- USS Holston River (LSM(R)-509)
- USS Holt (DE-706)
- USS Holton (DE-703)
- USS Hombro (YTB-506/YTM-769)
- USS Home (1862)
- USS Honduras (1861)
- USS Honesdale (PC-566)
- USS Honesty (PG-90)
- USS Honeysuckle (1862)
- USS Honolulu (ID-1843, CL-48, SSN-718)
- USS Hooper (DE-1026)
- USS Hooper Island (ARG-17)
- USS Hope (1861, AH-7)
- USS Hopestill (SP-191)
- USS Hopewell (DD-181, DD-681)
- USS Hopi (AT-71/ATF-71)
- USS Hopkins (DD-6, SP-3294, DD-249/DMS-13)
- USS Hopocan (YN-33/YNT-1/YTM-728)
- USS Hopper (DDG-70)
- USS Hopping (DE-155/APD-51)
- USS Hoptree (YN-83/AN-62)
- USS Hoqua (SP-142)
- USS Hoquiam (PG-113/PF-5)
- USS Horace A. Bass (DE-691/APD-124/LPR-124)
- USS Horace Beals (1862)
- USS Horn Snake (1775)
- USS Hornbill (AMc-13, AMS-19/MSC(O)-19)
- USS Hornby (PG-190/PF-82)
- USS Horne (DLG-30/CG-30)
- USS Hornet (1775, 1790s, 1805, 1813, 1865, 1898, CV-8, CV-12)
- MV Hos Bluewater ()
- MV Hos Gemstone ()
- MV Hos Greystone ()
- MV Hos Silverstar ()
- USS Hoste (PG-191/PF-83, DE-521)
- USS Hotham (PG-183/PF-75, DE-574)
- USS Hotspur (AP-102)
- USS Houghton (PCC-588)
- USS Houma (ID-4341-A, YTB-811)
- USS Housatonic (1861, SP-1697, AO-35)
- USS Houston (AK-1, CL-30/CA-30, CL-81, SSN-713)
- USS Hova (DE-110)
- USS Hoven (1919)
- USS Hovey (DD-208/DMS-11)
- USS Howard (DD-179/DMS-7/AG-106, DDG-83)
- USS Howard D. Crow (DE-252)
- USS Howard F. Clark (DE-533)
- USS Howard Greene (SP-2200)
- USNS Howard O. Lorenzen (T-AGM-25)
- USS Howard W. Gilmore (AS-16)
- USS Howarda (SP-144)
- USS Howell Cobb (1861)
- USS Howett (PG-192/PF-84)
- USS Howick Hall (ID-1303)
- USS Howorth (DD-592)
- USS Howquah (1863)
- USS Hoxbar (1919)
- USS Hoyt (1863)

### Hu–Hy
- USS Hubbard (DE-211/APD-53)
- USS Hudson (1826, 1898,  DD-475, T-AO-184/T-AOT-184)
- USS Hue City (CG-66)
- USS Hugh L. Scott (AP-43)
- USS Hugh Purvis (DD-709)
- USS Hugh W. Hadley (DD-774)
- USS Hughes (DD-410)
- USS Hulbert (DD-342/AVD-6/AVP-19/APD-28)
- USS Hull (DD-7, DD-330, DD-350, DD-945)
- USS Humboldt (AVP-21/AG-121/WAVP-372/WHEC-372)
- USS Hummer (AMS-20/MSC(O)-20, AM-367, AM-401)
- USS Humming Bird (AMc-26)
- USS Hummingbird (AMS-192/MSC-192)
- USS Humphreys (DD-236/APD-12)
- USS Hunch (SP-1197)
- USS Hunchback (1852)
- USS Hunley (AS-31)
- USS Hunt (DD-194, DD-674)
- USS Hunter (1806)
- USS Hunter Liggett (AP-27/APA-14)
- USS Hunter Marshall (DE-602/APD-112)
- USS Hunterdon County (LST-838/AGP-838)
- USS Hunting (E-AG-398)
- USS Huntington (CA-5, CL-77, CL-107)
- USS Huntress (1862, 1895)
- USS Huntsville (1861, T-AGM-7)
- USS Hupa (SP-650)
- USS Huron (1861, 1875, ID-1408, CA-9, PG-127/PF-19)
- USS Hurricane (PC-3)
- USS Hurst (SP-3196, DE-250)
- USS Huse (DE-145)
- USS Hustle (YFB-6)
- USS Hutchins (DD-476)
- USS Hutchinson (PG-153/PF-45)
- USS Hyac (SP-216)
- USS Hyacinth (1862, 1902)
- USS Hyades (AF-28)
- USS Hyannis (YTB-817)
- USS Hyde (APA-173/LPA-173)
- USS Hydra (1869, AK-82)
- USS Hydrangea (1862)
- USS Hydraulic (SP-2584)
- USS Hydrographer (1901, PY-30/AGS-2/MSS-19)
- USS Hydrus (AKA-28)
- USS Hyman (DD-732)
- USS Hyman G. Rickover (SSN-709, SSN-795)
- USS Hyperion (AK-107)